# Polytocus costatus
Polytocus costatus är en tvåvingeart som beskrevs av Harrison 1976. Polytocus costatus ingår i släktet Polytocus och familjen Helosciomyzidae. Inga underarter finns listade i Catalogue of Life.